# 劉顯績
劉顯績，字元功，號元公，北直隸順天府大興縣（今北京市境内）人，明清政治人物、進士出身。

## 生平
天啓七年（1627年）丁卯科順天府鄉試第九十名舉人，崇禎十年（1637年），登丁丑科進士。大理寺观政，本年八月授河南汝阳知县，十五年升户部河南司主事，十六年調山西司。十六年任会试同考官。明亡后歸附清朝，后授戶部郎中。順治元年，改禮科給事中、戶科給事中。順治四年，任會試同考官。順治五年，改兵科右給事中、兵科左給事中。順治十年，任工科都給事中。